# Sono innocente (film)
Sono innocente (You Only Live Once) è un film del 1937 diretto da Fritz Lang.
Assieme a Furia e You and Me fa parte della cosiddetta "trilogia sociale".

## Trama
Uscito di prigione, Eddie Taylor è intenzionato rifarsi una vita. Si sposa con Joan e trova lavoro presso un corriere. Purtroppo per lui il pregiudizio della gente lo perseguita. Durante la luna di miele viene cacciato dai proprietari dell'hotel, il datore di lavoro lo licenzia in tronco perché colpevole di aver accumulato oltre un'ora di ritardo sulle consegne, e come se non bastasse viene accusato ingiustamente di aver rapinato una banca uccidendo anche sei persone. Essendo alla quarta detenzione, per Eddie c'è la pena di morte.
Pochi istanti prima della sua esecuzione viene scagionato per il reato, ma ormai ha già messo in atto la sua evasione dalla prigione durante la quale spara e uccide padre Dolan. Eddie ora è un vero assassino ed è costretto alla fuga assieme alla moglie Joan, che continua ad amarlo. Nei mesi seguenti i due vivranno nell'auto e daranno alla luce anche un figlio. A poche miglia dal confine vengono fermati dalla polizia, Eddie viene ucciso e in un'allucinazione sente una voce sussurrargli "i cancelli sono aperti" mentre un raggio di sole illumina la foresta.

## Produzione
Lang, dopo le incomprensioni nate sul set di Furia, passa dalla MGM alla casa produttrice United Artists.

### Soggetto
Il film nasce da un soggetto di Gene Towne, vagamente ispirato alle vicende di Bonnie e Clyde che pochi anni prima catturò l'attenzione della stampa. Funge da tema conduttore la canzone A thousand Dreams of You.

## Distribuzione
Fritz Lang è alla sua seconda prova in terra statunitense. Sono innocente è considerato uno dei primi film noir, e almeno 15 minuti di pellicola furono tagliati dal montaggio originale a causa della sua violenza senza precedenti.

### Prima
La prima del film si ebbe nel gennaio 1937, a New York. Sulla data ci sono contrasti: il 29 gennaio (Eisner, p. 353), il 27 gennaio (Bertetto ed Eisenschitz, p. 506), il 30 gennaio (Socci, p. 142).

### Edizione italiana
Ulteriori tagli furono apportati nell'edizione per le sale cinematografiche italiane. Nell'edizione in formato DVD queste scene sono reinserite e riconoscibili poiché non doppiate. I dialoghi, realizzati nell'Italia prebellica, appaiono pesantemente modificati rispetto all'originale.

## Accoglienza
La critica statunitense ha accolto il film in modo positivo. (Time e Newsweek).

### Critica
Gavin Lambert:
«Nel film ci sono soltanto tre personaggi: il protagonista respinto dalla società, la sua ragazza, la società stessa. Da questa arbitrarietà il film trae una straordinaria forza. [...] Dalla prima scena del rilascio di Eddie si crea un'atmosfera di cupo presagio e incombente malinconia, un mondo di terribile angoscia nel quale si confondono colpa e innocenza, calcolo e destino».
Lotte Eisner:
«Sono innocente è il film più lirico di Lang, l'equivalente americano, si può dire, di Destino. L'uomo è intrappolato dal destino; la donna innamorata non può fermare il fato inesorabile, il suo intervento peggiora la situazione e alla fine lei perirà con lui».